# Caesar & Cleopatra
Caesar & Cleopatra (Untertitel Ein Kartenspiel für 2 Spieler) ist ein 1997 erschienenes Spiel aus der Reihe Spiele für Zwei des Kosmos-Verlags. Autor ist Wolfgang Lüdtke, die Grafiken erstellte Franz Vohwinkel. Das Spiel wurde 1998 auf die Auswahlliste zum Spiel des Jahres aufgenommen und errang den ersten Platz des à la carte Kartenspielpreis. Beim Deutschen Spiele Preis wurde es auf Platz 8 gewählt.

## Inhalt
- 74 Einflusskarten
- 26 Aktionskarten
- 21 Patrizierkarten
- 8 Karten „Vertrauensfrage“
- 6 Karten „Einflussbonus“
- 1 Spielregel (8 Seiten)

## Spielprinzip
Zu Beginn des Spieles erhält jeder Spieler je 2 Einflusskarten mit den Werten 1 bis 5, von denen er je eine an die 5 Patriziergruppen (Senatoren, Praetoren, Quaestoren, Zensoren und Aedilen) anlegt. Zudem sortiert er seine 13 Aktionskarten und mischt die restlichen 27 Einflusskarten. Ferner erhält er eine geheime Zusatzaufgabe. Beginnend mit dem Cleopatra-Spieler dürfen die Spieler entweder aktiv ins Geschehen eingreifen oder passiv bleiben. Ein aktiver Spieler kann eine Aktionskarte spielen und 1 oder 2 Einflusskarten anlegen. Anschließend ergänzt er seine Kartenhand wieder durch Nachziehen von Einfluss- oder Aktionskarten und deckt eine Karte "Vertrauensfrage" auf. Falls es nicht zu einer Orgie kommt, wird ermittelt, wer bei den entsprechenden Patriziern den größten Einfluss ausübt. Dieser Spieler erhält die oberste Patrizierkarte des entsprechenden Stapels. Hat sich der Spieler für die passive Rolle entschieden, kann er beliebig viele Karten ablegen und dafür von seinen Reservestapeln Karten nachziehen. Eine Vertrauensfrage wird nun nicht gestellt. Anschließend setzt der Gegenspieler das Spiel fort. Das Spiel endet, sobald alle Patrizier verteilt sind oder beide Spieler keine Einflusskarten mehr spielen können. Nun erhält jeder Spieler 1 Punkt für jede Patrizierkarte, 1 Punkt für die Mehrheit in einer Gruppe (2 von 3 oder 3 von 5 Karten) und 1 Punkt, wenn er alle Karten einer Gruppe besitzt. Zusätzlich erhalten die Spieler 2 Bonuspunkte, wenn sie den geheimen Auftrag erfüllt haben.

## Besonderes

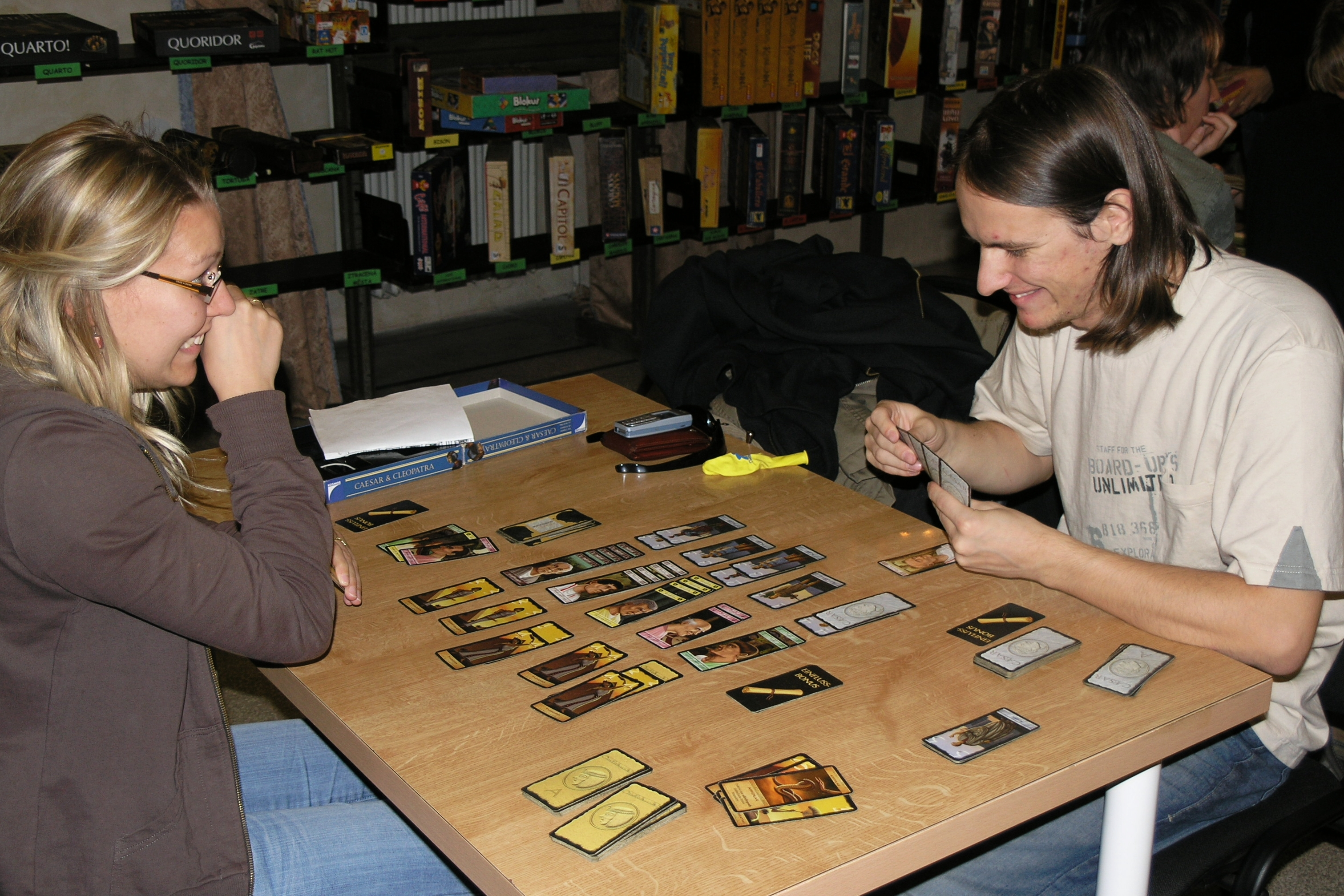
Caesar & Cleopatra

Die Namen der Patrizier sind in vielen Fällen Anspielungen auf historische oder fiktive Persönlichkeiten, so z. B. der Aedil (Polizeigewalt) Stephanus Derricus, oder der Zensor (Sitte) Beatus Usus. Mit der Karte Gigolo Romano zitiert Franz Vohwinkel die von ihm ein Jahr zuvor gezeichnete Karte Siegfried Ohneland des Catan-Kartenspieles, die wiederum auf das Bild eines germanischen Bauern zurückgeht.
Der Historiker und Spielekritiker Wieland Herold kritisierte in der Spielbox die inhaltlichen Fehler, während er das Spiel selbst als „spannendes Kartenspiel“ lobt. Er schrieb

„Als Historiker sträuben sich mir bei diesem Spiel manchmal die Haare. So scheinen die Herausgeber noch nie etwas von einer Beamtenlaufbahn in Rom gehört zu haben. Es fehlt natürlich die Gruppe der obersten politischen Beamten, der Konsuln. Dafür hätte man die Gruppe der Senatoren eliminieren müssen, denn alle Beamten waren auch Mitglieder des römischen Senats“

## Geschichte und Rezeption
Das Spiel Caesar & Cleopatra wurde von dem deutschen Spieleautor Wolfgang Lüdtke entwickelt und zu den Internationalen Spieltagen 1997 bei Kosmos Spiele in der Serie Spiele für Zwei veröffentlicht. Es wurde 1998 auf die Auswahlliste zum Spiel des Jahres aufgenommen und errang den ersten Platz des À-la-carte-Kartenspielpreis. Beim Deutschen Spiele Preis wurde es auf Platz 8 gewählt. Zudem gewann es 2001 den Titel „Game of the Year“ in der Kategorie "Best 2-Player Card Game" der Zeitschrift GAMES Magazine.
Neben der deutschen Ausgabe erschienen zahlreiche Übersetzungen, darunter eine englische Version bei Rio Grande Games, eine französische Version (César & Cléopâtre) bei Tilsit, eine griechische Version (ΚΑΙΣΑΡAΣ ΚΑΙ ΚΛΕΟΠΑΤΡΑ) bei Kaissa Games, eine italienische Version (Cesare & Cleopatra) bei Giochi Uniti und eine niederländische Version bei 999 Games.
2010 ist eine Neuausgabe des Spiels in einer Metallbox in der Reihe Klassiker für Zwei erschienen.